# Mendoza (prowincja)
Mendoza – jedna z 23 prowincji Argentyny, położona w zachodniej części kraju przy granicy z Chile.
Prowincja Mendoza:
- Główne miasta: Mendoza, San Rafael
- Główne rzeki: Colorado, Salado, Mendoza, Tunuyán
- Ukształtowanie powierzchni: wyżynno-górzyste (przedgórze Andów i Andy)

Prowincja Mendoza graniczy z następującymi prowincjami:
- San Juan
- San Luis
- La Pampa
- Río Negro
- Neuquén

Prowincja Mendoza składa się z 18 departamentów (departamentos):
- Capital (Mendoza)
- General Alvear (General Alvear)
- Godoy Cruz (Godoy Cruz)
- Guaymallén (Villa Nueva)
- Junín (Junín)
- La Paz (La Paz)
- Las Heras (Las Heras)
- Lavalle (Lavalle)
- Luján de Cuyo (Luján de Cuyo)
- Maipú (Maipú)
- Malargüe (Malargüe)
- Rivadavia (Rivadavia)
- San Carlos (San Carlos)
- San Martín (San Martín)
- San Rafael (San Rafael)
- Santa Rosa (Santa Rosa)
- Tunuyán (Tunuyán)
- Tupungato (Tupungato)

Gospodarka regionalna prowincji Mendoza:
- uprawa winorośli (największe winnice w Ameryce Południowej) i drzew owocowych,
- uprawa warzyw, zbóż,
- głównie pasterska hodowla bydła, owiec, kóz, lam,
- wydobycie ropy naftowej, rud uranu, złota oraz eksploatacja marmurów,
- elektrownie wodne,
- przemysł spożywczy (zwłaszcza winiarstwo, przetwórstwo owoców), skórzano-obuwniczy, włókniarski, rafinacja ropy naftowej.